# Giải bóng đá hạng tư quốc gia Cộng hòa Síp 2004–05
Giải bóng đá hạng tư quốc gia Cộng hòa Síp 2004–05 là mùa giải thứ 20 của giải bóng đá hạng tư Cộng hòa Síp. Frenaros FC giành danh hiệu đầu tiên.

## Thể thức thi đấu
Có 14 đội tham gia Giải bóng đá hạng tư quốc gia Cộng hòa Síp 2004–05. Tất cả các đội đều thi đấu 2 trận, một trân sân nhà và một trận sân khách. Đội nhiều điểm nhất sẽ lên ngôi vô địch. Ba đội đầu bảng được lên chơi tại Giải bóng đá hạng ba quốc gia Cộng hòa Síp 2005–06 và ba đội cuối bảng xuống chơi ở các giải khu vực.

### Hệ thống điểm
Các đội bóng nhận 3 điểm cho một trận thắng, 1 điểm cho một trận hòa và 0 điểm cho một trận thua.

## Thay đổi so với mùa giải trước
Các đội thăng hạng Giải bóng đá hạng ba quốc gia Cộng hòa Síp 2004–05
- Othellos Athienou
- Achyronas Liopetriou
- ENAD Polis Chrysochous

Các đội xuống hạng từ Giải bóng đá hạng ba quốc gia Cộng hòa Síp 2003–04
- Ethnikos Latsion FC
- Anagennisi Germasogeias
- Sourouklis Troullon

Các đội thăng hạng từ các giải khu vực
- Atromitos Yeroskipou
- Digenis Oroklinis
- THOI Avgorou

Các đội xuống hạng các giải khu vực
- Rotsidis Mammari
- PEFO Olympiakos

## Bảng xếp hạng
| Vị thứ | Đội                     | St. | T. | H. | B. | BT. | BB. | HS. | Đ. | Ghi chú                                                                |
| ------ | ----------------------- | --- | -- | -- | -- | --- | --- | --- | -- | ---------------------------------------------------------------------- |
| 1      | Frenaros FC             | 26  | 17 | 5  | 4  | 46  | 26  | 20  | 56 | Vô địch-Thăng hạng Giải bóng đá hạng ba quốc gia Cộng hòa Síp 2005–06. |
| 2      | Digenis Oroklinis       | 26  | 17 | 4  | 5  | 63  | 36  | 27  | 55 | Thăng hạng Giải bóng đá hạng ba quốc gia Cộng hòa Síp 2005–06.         |
| 3      | Atromitos Yeroskipou    | 26  | 15 | 4  | 7  | 53  | 27  | 26  | 49 | Thăng hạng Giải bóng đá hạng ba quốc gia Cộng hòa Síp 2005–06.         |
| 4      | OlymVị thứ Xylofagou    | 26  | 15 | 4  | 7  | 46  | 26  | 20  | 49 |                                                                        |
| 5      | Anagennisi Germasogeias | 26  | 14 | 6  | 6  | 48  | 18  | 30  | 48 |                                                                        |
| 6      | AOL Omonia Lakatamias   | 26  | 13 | 6  | 7  | 44  | 34  | 10  | 45 |                                                                        |
| 7      | Spartakos Kitiou        | 26  | 11 | 6  | 9  | 36  | 36  | 0   | 39 |                                                                        |
| 8      | Ethnikos Latsion FC     | 26  | 10 | 4  | 12 | 43  | 45  | -2  | 34 |                                                                        |
| 9      | Sourouklis Troullon     | 26  | 10 | 2  | 14 | 38  | 53  | -15 | 32 |                                                                        |
| 10     | Elia Lythrodonta        | 26  | 8  | 6  | 12 | 39  | 47  | -8  | 30 |                                                                        |
| 11     | Ellinismos Akakiou      | 26  | 9  | 2  | 15 | 34  | 59  | -25 | 29 |                                                                        |
| 12     | Anagennisi Lythrodonta  | 26  | 5  | 9  | 12 | 29  | 42  | -13 | 24 | Xuống hạng các giải khu vực.                                           |
| 13     | THOI Avgorou            | 26  | 6  | 6  | 14 | 45  | 63  | -18 | 24 | Xuống hạng các giải khu vực.                                           |
| 14     | Apollon Lympion         | 26  | 0  | 0  | 26 | 0   | 52  | -52 | 0  | Xuống hạng các giải khu vực.                                           |

- Apollon Lympion bỏ giải trước khi mùa giải khởi tranh. Tất cả các trận đấu đều được tính 2-0 cho các đối thủ.

Hệ thống điểm: Thắng=3 điểm, Hòa=1 điểm, Thua=0 điểm
Quy tắc xếp hạng: 1) Điểm, 2) Hiệu số, 3) Bàn thắng

## Kết quả
| ↓Home / Away→       | ANG | ANL | AOL | APL | ATR | DGN | ETN | ELT | ELN | THA | OLM | SRK | SPR | FRN |
| ------------------- | --- | --- | --- | --- | --- | --- | --- | --- | --- | --- | --- | --- | --- | --- |
| Anagennisi G.       |     | 2-0 | 1-1 | 2-0 | 1-1 | 4-2 | 2-0 | 5-0 | 4-0 | 1-2 | 1-1 | 3-0 | 4-0 | 0-0 |
| Anagennisi B.       | 2-1 |     | 0-3 | 2-0 | 2-3 | 3-2 | 2-2 | 1-1 | 0-1 | 2-3 | 1-1 | 1-3 | 0-1 | 2-2 |
| AOL Omonia          | 0-3 | 2-1 |     | 2-0 | 1-0 | 0-5 | 2-1 | 1-1 | 4-2 | 4-2 | 0-2 | 5-0 | 0-0 | 3-0 |
| Apollon             | 0-2 | 0-2 | 0-2 |     | 0-2 | 0-2 | 0-2 | 0-2 | 0-2 | 0-2 | 0-2 | 0-2 | 0-2 | 0-2 |
| Atromitos           | 0-2 | 3-1 | 3-0 | 2-0 |     | 2-4 | 2-0 | 2-0 | 5-0 | 3-0 | 0-1 | 3-0 | 5-0 | 0-0 |
| Digenis             | 1-1 | 4-0 | 1-4 | 2-0 | 3-2 |     | 2-0 | 3-3 | 2-1 | 4-3 | 2-0 | 0-2 | 3-1 | 5-2 |
| Ethnikos Latsion FC | 1-1 | 0-0 | 2-0 | 2-0 | 2-0 | 0-4 |     | 5-1 | 3-4 | 3-2 | 1-4 | 4-5 | 0-2 | 0-1 |
| Elia                | 1-2 | 1-2 | 2-0 | 2-0 | 1-4 | 1-2 | 2-3 |     | 3-1 | 2-1 | 2-1 | 4-1 | 2-0 | 1-1 |
| Ellinismos          | 1-0 | 1-1 | 2-0 | 2-0 | 2-3 | 1-2 | 1-2 | 3-2 |     | 3-3 | 1-0 | 0-3 | 3-1 | 1-2 |
| THOI                | 0-2 | 1-1 | 3-4 | 2-0 | 2-2 | 0-0 | 2-5 | 2-2 | 5-1 |     | 1-7 | 4-2 | 0-2 | 1-2 |
| OlymVị thứ          | 1-0 | 1-1 | 1-4 | 2-0 | 1-1 | 1-2 | 2-1 | 3-1 | 3-0 | 3-1 |     | 0-1 | 2-0 | 3-2 |
| Sourouklis          | 2-4 | 2-1 | 2-2 | 2-0 | 0-2 | 2-4 | 0-3 | 1-0 | 1-0 | 2-2 | 1-2 |     | 1-2 | 2-3 |
| Spartakos           | 1-0 | 1-1 | 0-0 | 2-0 | 1-2 | 1-1 | 1-1 | 1-1 | 7-1 | 4-1 | 1-0 | 2-1 |     | 1-4 |
| Frenaros FC         | 1-0 | 1-0 | 0-0 | 2-0 | 3-1 | 2-1 | 3-0 | 2-1 | 3-0 | 2-0 | 1-2 | 2-0 | 3-2 |     |

- Apollon Lympion bỏ giải trước khi mùa giải khởi tranh. Tất cả các trận đấu được tính 2-0 cho các đối thủ.